# 宇佐美真紀
宇佐美 真紀（1月13日—）、日本漫畫家。大阪府出身。血型B型。出道作品「Great Song」於1998年10月5日刊載於小學館『Deluxe別冊少女Comic』。現在活躍於『Betsucomi』。
代表作為「心中的鈕扣」。

## 作品
- SWEET~入口即化的戀物語~、全1冊、原名
  - 收錄短篇：戀愛的睫毛、《SWEET~入口即化的戀物語》是一本內含很多漫畫家短篇的作品集。
- 、全1冊
  - 收錄短篇：恋に理由なんてッ! 、《SWEETⅡ-壊れるほど抱きしめて-》是一本內含很多漫畫家短篇的作品集。
- 愛琴海、全1冊、原名(2003年)
  - 收錄短篇：愛琴海、快樂之雨、BANG!!、聖誕老公公來了！
- 純情奶茶戀、全1冊、原名(2003年)
  - 收錄短篇：純情奶茶戀、兩人的時光、閃亮亮的心情、NO.1 GIRL
- 櫻花戀、全1冊、原名(2003年)
  - 收錄短篇：櫻花戀、你是唯一。、櫻桃情話、生物萬歲！、宇佐美烈傳
- 香澄之吻、全1冊、原名(2003年)
  - 收錄短篇：香澄之吻、幸福話語、末班電車橫渡夜空下、未成熟的香澄之吻、續·宇佐美烈傳
- 蘋果臉之戀、全1冊、原名(2004年)
  - 收錄短篇：日照的房間、蘋果臉之戀、24個的聖誕節、腮紅臉的梅、宇佐美烈傳Ⅲ
- HAPPY愛情、全2冊、原名(2004-2005年)
- 幸福值多少錢？、全2冊、原名(2005年)
- 害羞維納斯、全1冊、原名(2006年)
  - 收錄短篇：害羞維納斯、1day 1kiss、及月之塔、前往黑暗的電梯、我的甜蜜愛體驗、宇佐美烈傳
- 春浪漫巴士、全4冊、原名(2006-2007年)
- 戀∗音、全5冊、原名(2007-2009年)
- 心中的鈕扣、全12冊、原名(2009-2014年)
- 夕陽餘暉、全5冊、原名(2014年-2016年)
- 香辛料與蛋奶沙司、連載中、原名(2016年)

## 外部連結
- usamix jam（页面存档备份，存于） - 官方網站（日語）
- うさみにっき（页面存档备份，存于） - 本人BLOG（日語）
- 宇佐美真紀的X（前Twitter）（日語）